# کودکان باران (فیلم)
کودکان باران (فرانسوی: Les Enfants de la pluie‎) یک فیلم انیمیشن فانتزی ساخت مشترک فرانسه و کره جنوبی به کارگردانی فیلیپ لکلرک است که در سال ۲۰۰۳ منتشر شد. طرح این کار به‌طور کلی از رمان سرژ بروسولو با عنوان به تصویر اژدها الهام گرفته شده‌است.

## طرح داستان
از زمان سقوط بزرگ، جهان به دو بخش تقسیم شده‌است: سرزمین آتش، صحرای وسیعی که مردمان پیروس در آن زندگی می‌کنند و سرزمین آب، ساکنان هیدروس. مردمان پیروس دارای پوست قرمز، تنومند و عضلانی هستند. آب، گوشت آنها را می‌سوزاند و باران برایشان سمی و مرگبار است. آنها از سنگ‌های خورشید (کریستال‌های درخشان) به عنوان منبع پول و انرژی استفاده می‌کنند. در طول فصل باران، آنها در شهر سنگی خود محبوس می‌شوند و نمی‌توانند بیرون بیایند. آنها از خود در برابر باران و اژدهای آب وحشی که در فصل بارانی در قلمرو پیروس سرگردان هستند، محافظت می‌کنند. از طرف دیگر، مردمان هیدروس دارای ویژگی‌های منحنی و پوست آبی یا فیروزه‌ای هستند و آب برای آنها حیاتی است. در تابستان، مردمان هیدروس به مجسمه‌های سنگی تبدیل و در نتیجه آسیب‌پذیر می‌شوند، در حالی که پیروس‌ها می‌توانند از آنجا خارج و وارد قلمرو هیدروس شوند تا آنجا که می‌توانند مجسمه‌های هیدروس را قبل از شروع دوباره فصل باران نابود کنند. این دو قوم اطلاعات کمی در مورد یکدیگر دارند و حتی نمی‌توانند یکدیگر را لمس کنند، زیرا تماس پوست هیدروس‌ها باعث سوزاندن پیروس‌ها می‌شود و بالعکس.
برقراری صلح بین دو قوم پیروس و هیدروس ناممکن به نظر می‌رسد، اما دو جوان، یکی از قوم پیروس به نام سکان و دیگری از هیدروس‌ها به نام کالیستو در شرایطی غیرمحتمل با یکدیگر ملاقات می‌کنند و ناامیدانه تلاش می‌کنند تا جنگ ابدی را متوقف کنند.

## تولید
صحنه و خلاصهٔ فیلم اقتباسی آزاد از رمان سرژ بروسولو À l'image du dragon، منتهی با لحنی کمی سبک‌تر است. شخصیت‌ها، پس‌زمینه‌ها و نگاه کلی فیلم توسط کازا، تصویرگر فرانسوی و کمیک‌نویس طراحی شده‌است. موسیقی متن اصلی توسط دیدیه لاک وود ساخته شده‌است.
این فیلم در جشنواره بین‌المللی فیلم انیمیشن انسی در سال ۲۰۰۳ ارائه شد.